# Рокбарон
Рокбаро́н (фр. Rocbaron) — коммуна на юго-востоке Франции в регионе Прованс — Альпы — Лазурный берег, департамент Вар, округ Бриньоль, кантон Гареу.
Площадь коммуны — 20,28 км², население — 3264 человека (2006) с выраженной тенденцией к росту: 4059 человек (2012), плотность населения — 200,0 чел/км².

## Население
Население коммуны в 2011 году составляло — 3735 человек, а в 2012 году — 4059 человек.
| 1962 | 1968 | 1975 | 1982 | 1990 | 1999 | 2004 | 2006 | 2009 | 2011 | 2012 |
| ---- | ---- | ---- | ---- | ---- | ---- | ---- | ---- | ---- | ---- | ---- |
| 92   | 222  | 310  | 778  | 1774 | 3026 | 3180 | 3264 | 3544 | 3735 | 4059 |

Динамика населения:

## Экономика
В 2010 году из 2383 человек трудоспособного возраста (от 15 до 64 лет) 1575 были экономически активными, 808 — неактивными (показатель активности 66,1 %, в 1999 году — 64,4 %). Из 1575 активных трудоспособных жителей работали 1419 человек (776 мужчин и 643 женщины), 156 числились безработными (68 мужчин и 88 женщин). Среди 808 трудоспособных неактивных граждан 247 были учениками либо студентами, 293 — пенсионерами, а ещё 268 — были неактивны в силу других причин.
На протяжении 2010 года в коммуне числилось 1401 облагаемое налогом домохозяйство, в котором проживало 3953,0 человека. При этом медиана доходов составила 20 200 евро на одного налогоплательщика.

## Достопримечательности (фотогалерея)

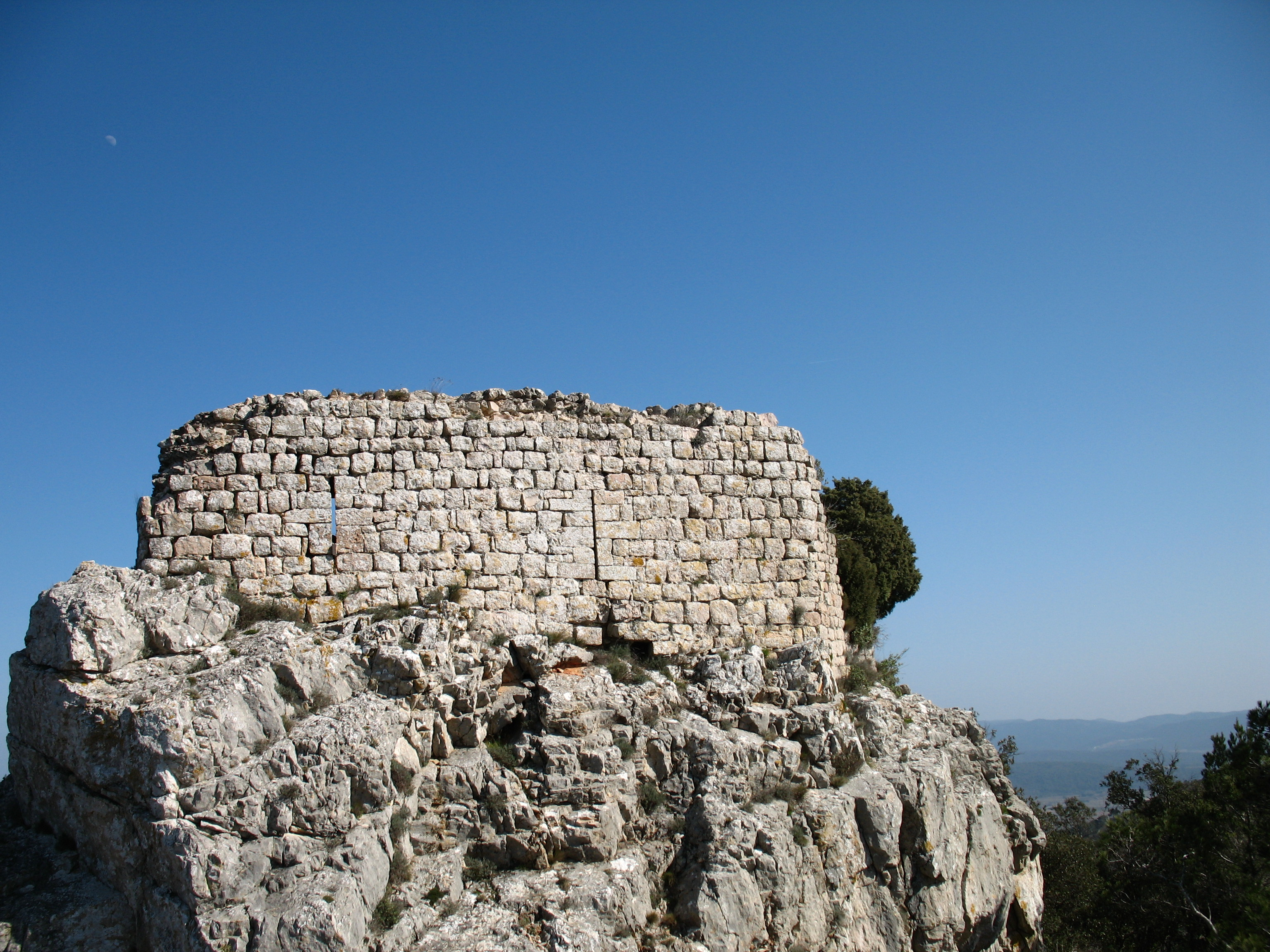
Фасад старой крепости